# Regeringen Aho
Regeringen Aho var Republiken Finlands 65:e regering och därtill borgerlig, vilken bildades av Centern, Samlingspartiet, Svenska folkpartiet och Finlands Kristliga Förbund. Regeringen regerade den 26 april 1991–13 april 1995. 
| Minister | Period                                                      | Parti                   |
| --- | ----------------------------------------------------------- | ----------------------- |
| Statsminister Esko Aho Ilkka Kanerva, ställföreträdare Pertti Salolainen, ställföreträdare                                     | 26.4.1991–13.4.1995 26.4.1991–23.8.1991 23.8.1991–13.4.1995 | Centern Samlingspartiet |
| Utrikesminister Paavo Väyrynen Heikki Haavisto Paavo Rantanen                                                                  | 26.4.1991–5.5.1993 5.5.1993–3.2.1995 3.2.1995–13.4.1995     | Centern opol.           |
| Minister i utrikesministeriet (tillväxtsamarbete) Toimi Kankaanniemi                                                           | 26.4.1991–28.6.1994                                         | FKF                     |
| Minister i utrikesministeriet (handelspolitiska avdelningen) Pertti Salolainen                                                 | 26.4.1991–13.4.1995                                         | Samlingspartiet         |
| Minister i utrikesministeriet (sovjetiska/ryska och andra OSS-ländska affärer) Kauko Juhantalo Pekka Tuomisto Seppo Kääriäinen | 3.5.1991–3.8.1992 3.8.1992–31.7.1993 1.8.1993–13.4.1995     | Centern                 |
| Justitieminister Hannele Pokka Anneli Jäätteenmäki                                                                             | 26.4.1991–30.4.1994 1.5.1994–13.4.1995                      | Centern                 |
| Inrikesminister Mauri Pekkarinen                                                                                               | 26.4.1991–13.4.1995                                         | Centern                 |
| Försvarsminister Elisabeth Rehn Jan-Erik Enestam                                                                               | 26.4.1991–1.1.1995 2.1.1995–13.4.1995                       | SFP                     |
| Finansminister Iiro Viinanen                                                                                                   | 26.4.1991–13.4.1995                                         | Samlingspartiet         |
| Minister i finansministeriet (förvaltningsutveckling) Ilkka Kanerva                                                            | 26.4.1991–13.4.1995                                         | Samlingspartiet         |
| Undervisningsminister Riitta Uosukainen Olli-Pekka Heinonen                                                                    | 26.4.1991–11.2.1994 11.2.1994–13.4.1995                     | Samlingspartiet         |
| Kulturminister Tytti Isohookana-Asunmaa                                                                                        | 26.4.1991–13.4.1995                                         | Centern                 |
| Jord- och skogsbruksminister Martti Pura Mikko Pesälä                                                                          | 26.4.1991–12.4.1994 12.4.1994–13.4.1995                     | Centern                 |
| Trafikminister Ole Norrback | 26.4.1991–13.4.1995                                         | SFP                     |
| Handels- och industriminister Kauko Juhantalo Pekka Tuomisto Seppo Kääriäinen                                                  | 26.4.1991–3.8.1992 3.8.1992–31.7.1993 1.8.1993–13.4.1995    | Centern                 |
| Minister i handels- och industriministeriet (handelsfrågor) Pertti Salolainen                                                  | 26.4.1991–2.1.1995                                          | Samlingspartiet         |
| Social- och hälsominister Eeva Kuuskoski Jorma Huuhtanen                                                                       | 26.4.1991–24.4.1992 24.4.1992–13.4.1995                     | Centern                 |
| Minister i social- och hälsoministeriet (nykterhets- och alkoholfrågor) Toimi Kankaanniemi                                     | 26.4.1991–28.6.1994                                         | FKF                     |
| Minister i social- och hälsoministeriet (jämlikhetsfrågor) Hannele Pokka Elisabeth Rehn Jan-Erik Enestam                       | 3.5.1991–17.5.1991 26.4.1991–1.1.1995 2.1.1995–13.4.1995    | Centern SFP             |
| Arbetsminister Ilkka Kanerva                                                                                                   | 26.4.1991–13.4.1995                                         | Samlingspartiet         |
| Miljöminister Sirpa Pietikäinen                                                                                                | 26.4.1991–13.4.1995                                         | Samlingspartiet         |
| Bostadsminister Pirjo Rusanen Anneli Taina                                                                                     | 26.4.1991–2.1.1995 2.1.1995–13.4.1995                       | Samlingspartiet         |